# کنیسه پسیان
کنیسه پسیان یک کنیسه یهودی در تهران واقع در زعفرانیه کوی پسیان است. ساخت آن دهه اول چهل خورشیدی آغاز و در اواخر دهه (۱۳۴۹) به پایان رسید. بنیانگذاران کنیسه پدر و برادران حکیم بودند. زمین کنیسه دارای مساحت یکهزارمترمربع و زیربنای آن  حدود۶۵۰ متر مربع است. گنجایش کنیسه ۴۰۰ نفر میباشد. معماری آن توسط منصور ماکابی انجام شده است. 